# 大阪北港マリーナ
大阪北港マリーナ（おおさかほっこうマリーナ） は、大阪市此花区にあるマリーナである。大阪市内唯一のヨットハーバーとされる。海の駅としての登録名は「おおさかほっこう海の駅」である。
2014年4月に大阪市からbiid株式会社（ビード）の運営に完全民営化され、大阪北港ヨットハーバーから名称変更された。

## 施設
（この節の出典：）
- 陸域面積：26,638 m2
- 水域面積：77,000 m2
- 係留施設：専用124隻・ビジター5隻
- 大阪北港マリーナリゾート Hotel Hull
- カフェ＆バー「Hemingway/ヘミングウェイ」
- Park Hull[5]
- 大阪北港マリーナテニスコート
- ボートヤード
- スロープ

## 団体等
- 大阪北港ヨットクラブ
- 大阪北港ディンギークラブ
- 大阪海洋教育スポーツ振興協会
- セーラビリティ大阪

## 所在地
〒554-0052 大阪府大阪市此花区常吉2丁目13-18